# Txiganak (Rtísxevo)
|  | Per a altres significats, vegeu «Txiganak». |

Txiganak (en rus: Чиганак) és un poble de l'óblast de Saràtov, a Rússia, segons el cens del 2010 tenia 172 habitants. Pertany al districte municipal de Rtísxevo.